# Trabajo doméstico en España
El trabajo doméstico en España engloba a todas las personas trabajadoras en el sector del hogar y cuidados, que prestan sus servicios en casas particulares. 
Se rige por el Real Decreto 1620/2011, de 14 de noviembre por el que se regula la relación laboral de carácter especial del servicio del hogar familiar, en vigor a partir del 1 de enero de 2012.

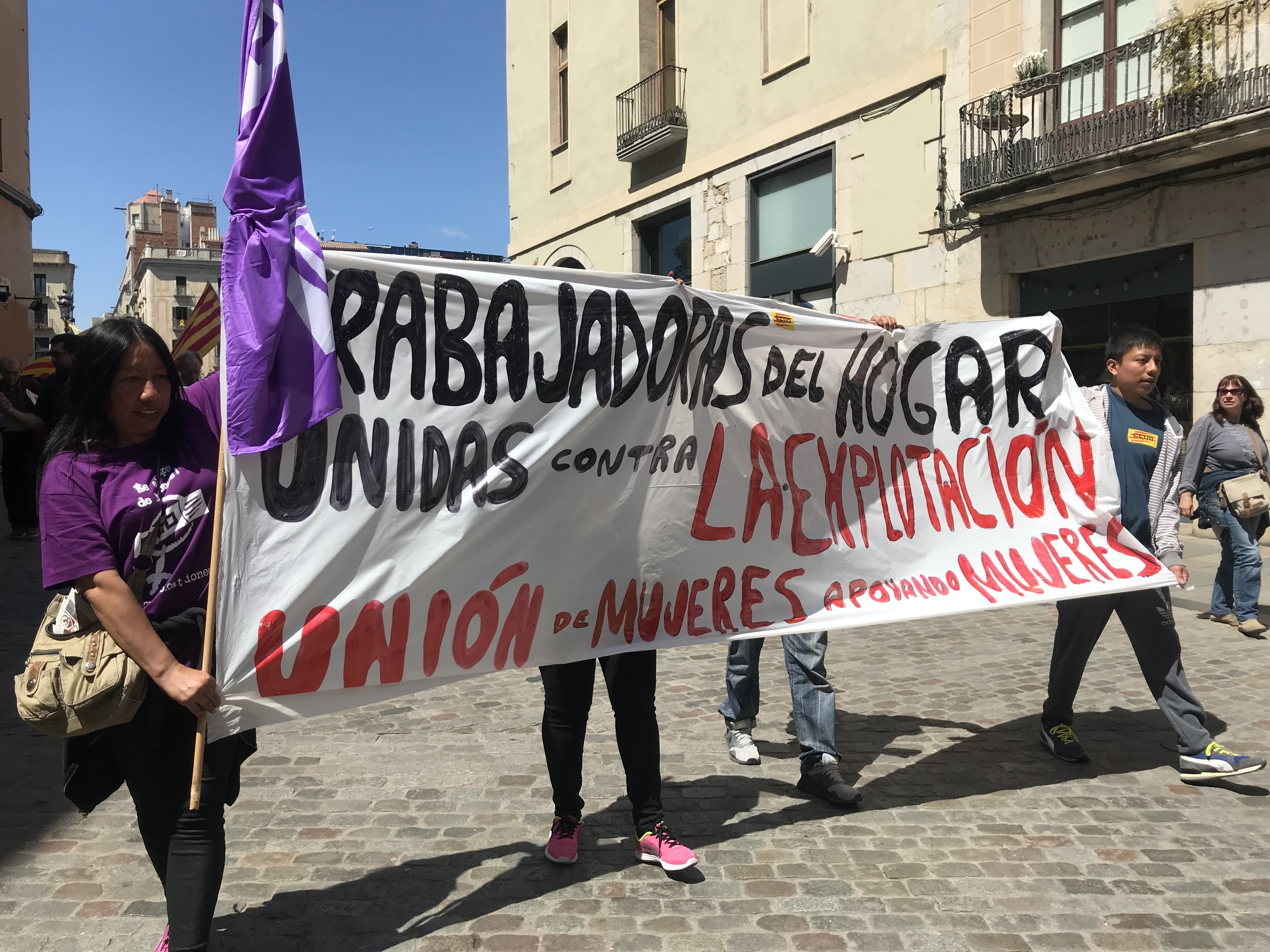
Manifestación de trabajadoras del hogar contra la explotación laboral el 1 de mayo en la ciudad de Gerona, Cataluña

La figura del trabajador del servicio del hogar familiar aparece recogido en el artículo 2.1.b del Estatuto de los Trabajadores.
El trabajo doméstico ha estado tradicionalmente desempeñado en su práctica totalidad por mujeres españolas, la mayoría procedentes del medio rural. Sin embargo, desde las últimas décadas del siglo XX mujeres inmigrantes -de Latinoamérica, países de Europa del Este y Marruecos, principalmente-, han ido ocupando dichos puestos aumentando su presencia, entre otras razones por la escasez de mano de obra española, la precariedad laboral, los bajos salarios, la explotación laboral y la privatización de los servicios sociales. En 2010, en España, el 65 % de las trabajadoras del hogar afiliadas a la Seguridad Social eran extranjeras. Según las estadísticas de la Organización Internacional del Trabajo (OIT), el 90 % de los trabajadores domésticos son mujeres.
En septiembre de 2010, en España, la distribución de las afiliaciones en España fue del 75,74 % corresponde al régimen General, el 17,67 % a Autónomos, el 4,53 % al régimen Agrario, el 0,38 % a
Trabajadores del Mar, el 0,04 % a Minería del Carbón y el 1,65 % a Empleados de Hogar.
En España, en el año 2012, se calcula que hay 700 000 empleadas de hogar de las cuales solamente cotizaban a la seguridad social 321 190. El régimen de empleadas de hogar tiene grandes desequilibrios e injusticias, las trabajadoras sufren desprotección y apenas tienen garantías. Se dan condiciones de semi-esclavitud y servidumbre considerándose su situación de trabajo irregular como anacrónica y corrupta. Los trabajadores domésticos no tienen reconocidas las enfermedades profesionales y por tanto están en condiciones de precariedad en seguridad y salud laboral.

## Historia

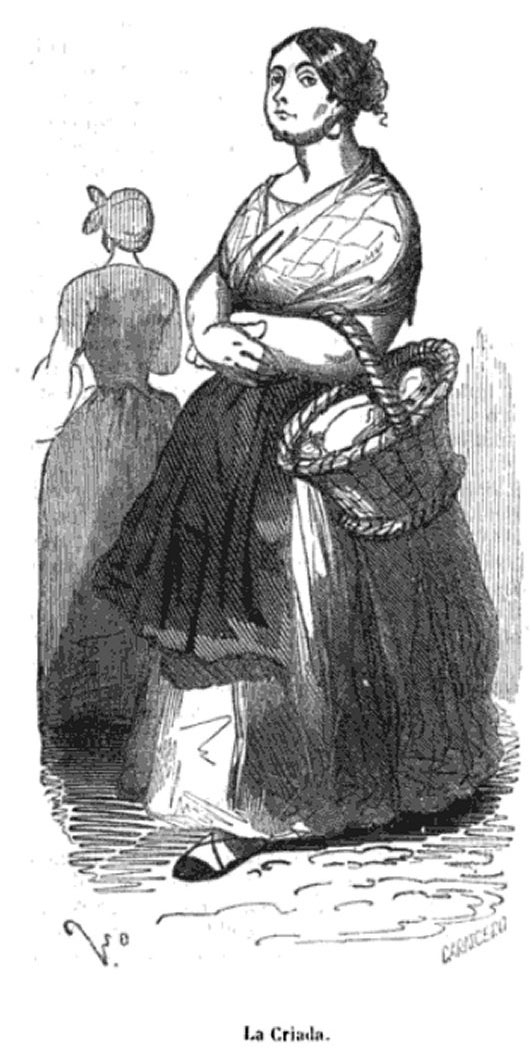
Historia de la servidumbre: la criada, grabado del libro Los españoles pintados por sí mismos, 1851, Gaspar y Roig, editores, pág. 29 a 33, Véase parte de la voz escrita por José María de Andueza: '...Pero el honrado marido ha echado la cuenta sin la huéspeda; quiero decir, sin la Criada, sin esta perla de todas las provincias de España, sin este tipo hermoso, feo, sucio, reluciente como plata, fiel, vendido, siempre murmurador, siempre alegre, respondón, cariñoso, atrevido y de rompe y rasga. El cabeza de familia comprende muy bien que tiene criada en su casa, porque se vé obligado á destinar para ese renglón cincuenta o sesenta reales...'(sic)

Desde los sindicatos, asociaciones y organizaciones no gubernamentales se critica, desde hace muchos años el carácter excepcional y especial de la regulación legal de los trabajadores domésticos o empleados de hogar en España en relación con los trabajadores regulados por el Estatuto de los Trabajadores. Se ha criticado a todos los gobiernos, de Felipe González, José María Aznar... que, desde 1985, fecha de aprobación del Real Decreto 1424/1985 han permitido la existencia un régimen especial que ha legalizado condiciones infralaborales para un sector laboral compuesto mayoritariamente de mujeres, muchas de ellas inmigrantes.
Se critica que el sector es uno de los que esconde más economía sumergida (sin pagar la Seguridad Social) y por sus bajos salarios se cubre con inmigrantes que, a pesar de que puedan darse de alta en la seguridad social, reciben, en general, bajísimos salarios por largas jornadas o por estar internas. En 2010, según el Instituto Nacional de Estadística (INE) unas 800 000 personas, más del 90 % mujeres, trabajan como empleadas del hogar en España. De ellas, se calcula que solamente 280 000 están dadas de alta en la Seguridad Social y el resto forman parte de la economía sumergida. La posible pensión de jubilación de las empleadas de hogar es baja, en comparación con cualquier otro trabajador, pero el problema radica en las 520 000 trabajadoras que no cotizan y que no tendrán derecho a ninguna pensión cuando se jubilen.
Algunos de los aspectos de discriminación laboral, en relación con el resto de trabajadores, en la legislación anterior a 2012, algunos de los cuales aún continúan en la nueva legislación, eran los siguientes.

- 19 horas de trabajo semanal sin cotizar. No es obligatorio cotizar cuando se trabaje menos de 20 horas (derecho reconocido en la nueva legislación desde la primera hora trabajada en el Real Decreto-ley 16/2022).
- 580 000 trabajadoras están sin asegurar; solamente 280 000 de los 800 000 empleados de hogar están asegurados.
- Sin derecho a seguro de desempleo (derecho reconocido en el Real Decreto-ley 16/2022).
- Sin contrato individual de trabajo (derecho obligatorio en la nueva legislación vigente desde 1 de enero de 2012 tras el Real Decreto 1620/2011).
- Sin inspección de trabajo. No hay inspectores que vigilen, al menos, el cumplimiento de la legalidad existente.
- Incumplimiento de la legalidad existente en retribuciones, horarios, vacaciones y extras.[12][4]
- Sin convenio colectivo.
- La indemnización por despido de 7 días por año trabajado[12][4] (tras el Real Decreto-ley 16/2022 se equipara al del resto de trabajadores).
- Al ser clasificadas como inmigrantes indocumentadas dentro del registro jurídico establecido por las leyes migratorias de los países en los que residen, estas mujeres inmigrantes carecen de un respaldo legal y se ven expuestas a condiciones extremas de explotación y violación de sus derechos como obreras, ciudadanas y mujeres.

### Real Decreto 1620/2011 del Gobierno de Zapatero
El 27 de junio de 2011 se alcanza un principio acuerdo entre el Gobierno de España, presidido por José Luis Rodríguez Zapatero, y los sindicatos CCOO y UGT para integrar a las empleadas de hogar, desde el 1 de enero de 2012, en el Régimen General de la Seguridad Social, aunque será a partir de 2019 cuando se complete la equiparación de la cotización de las empleadas de hogar con la base mínima de cotización de Régimen General y entonces se cotizará por los salarios reales.
Desde el 1 de enero de 2012 el servicio del hogar familiar se rige por el Real Decreto 1620/2011, de 14 de noviembre por el que se regula la relación laboral de carácter especial del servicio del hogar familiar. Por otro lado, se ha añadido un apartado 3 bis) por la disposición final 5 del Real Decreto-ley 16/2013: «Respecto a los trabajadores contratados a tiempo parcial, no serán de aplicación las obligaciones de registro de la jornada establecidas en el artículo 12.5.h) del Estatuto de los Trabajadores».
Ante la nueva ley de 2011 deberían regularizarse a más de 400 000 empleadas de hogar que no cotizaban a la seguridad social y las que ya cotizaban, 321 190, deben darse de alta en el Régimen General de la Seguridad y adaptarse (nuevas cotizaciones por sueldo, contrato obligatorio por parte de los empleadores) antes de fin de junio de 2012. Solo en Euskadi se calcula que 72 000 empleadas de hogar deben regularizar su situación, 68 000 de los cuales se consideran empleo sumergido.
En relación con la antigüedad y los trienios el empleado del hogar tiene derecho a un incremento del salario en metálico de un 3 por 100 del mismo por cada tres años naturales de vinculación con un empleador, y así sucesivamente cada tres años más de duración del contrato, hasta llegar al límite máximo de cinco trienios, es decir, quince años de antigüedad, en cuyo caso no se producen nuevos aumentos por este concepto. Este aspecto sigue vigente en la legislación actual.
Las vacaciones anuales retribuidas serán de treinta días naturales. De los treinta días de vacaciones, al menos quince días deben disfrutarse de forma continuada y los otros quince deben pactarse entre las partes la modalidad de su disfrute (unidas a las anteriores, fragmentadas, etc.).
Es obligatoria la comunicación al Servicio Público de Empleo Estatal del contrato de trabajo, alta y bajas conforme a lo previsto en el presente real decreto, así como su terminación, habitualmente realizada por el empleador mediante la comunicación en tiempo y forma del alta o de la baja en la Seguridad Social ante la Tesorería General de la Seguridad Social, acompañada, en su caso, del contrato de trabajo, cuando este se haya formalizado por escrito. La Tesorería General de la Seguridad Social deberá comunicar al Servicio Público de Empleo el contenido mínimo de los contratos de trabajo, así como su terminación.
Pueden realizarse muchos trámites mediante los Nuevos servicios para la gestión por medios electrónicos, Sede Electrónica y Sistema RED.
Se considera relación laboral  especial del servicio del hogar familiar la que conciertan por el empleador (titular del hogar o domicilio) con la persona (empleado) que, dependientemente y por cuenta de aquel, presta servicios retribuidos y en el ámbito del hogar familiar con el correspondiente contrato, dada de alta en la seguridad social y cumpliendo las obligaciones laborales por parte del empleado y las obligaciones legales por parte del empleador.
Se excluyen las relaciones concertadas por personas jurídicas (empresas, sociedades, profesionales, instituciones), aun cuando su objeto es la prestación de servicios o tareas domésticas, ya que en este caso las relaciones laborales éstas sometidas a la normativa laboral común del Estatuto de los Trabajadores; las relaciones concertadas a través de empresas de trabajo temporal; las relaciones de los cuidador profesional o no profesional para personas en situación de dependencia; las relaciones concertadas entre familiares para la prestación de servicios domésticos; y los trabajos realizados a título de amistad, benevolencia o buena vecindad; las relaciones «a la par».
El Ministerio de Empleo y Seguridad Social dispone de modelos de contrato, alta en la S.S., así como de otros trámites relacionados con la contratación del Servicio del Hogar Familiar. Distintas asociaciones de trabajadoras del hogar disponen también de distintos modelos de contrato.
Deberá existir contrato por escrito en el que se recogerá su carácter: indefinido a tiempo completo, indefinido a tiempo parcial, temporal a tiempo completo o temporal a tiempo parcial. En su defecto el contrato de trabajo se presumirá concertado por tiempo indefinido y a jornada completa.

### Real Decreto-ley 29/2012 del Gobierno de Rajoy
El primer gobierno de Mariano Rajoy aprobó el Real Decreto-ley 29/2012, de 28 de diciembre, de mejora de gestión y protección social en el Sistema Especial para Empleados de Hogar y otras medidas de carácter económico y social, que modificó la obligatoriedad de alta por el empleador en el caso de trabajar menos de 60 horas mensuales a partir del 1 de abril de 2013. Los colectivos de empleados del hogar consideraron que el RD 29/2012 suponía un gran retroceso en los derechos de los empleados de hogar y consideran que existe un «desprecio patriarcal y clasista hacia el trabajo doméstico», ya que el decreto vuelve a distanciar a este colectivo de las condiciones resto de trabajadores La nueva regulación en vigor desde el 1 de enero de 2012 incluye recoge aspectos del régimen laboral, la contratación, las retribuciones, la jornada, vacaciones y permisos, la extinción del contrato y el régimen de Seguridad Social de los empleados de hogar.
Se considera que la legislación es ambigua y deja muchas lagunas. Las tablas salariales que se entienden como mínimas realmente son las aplicables, no expecifíca algo fundamental en los tiempos actuales y es la fecha de pago del salario, ya que da lugar a que algunos empleadores puedan pagar el salario cuando les apetezca.[cita requerida]. Además denuncian que España aún no ha ratificado el Acuerdo e la OIT de 2011 sobre condiciones de las empleadas de hogar.
Además consideran que siguen sin resolverse las siguientes cuestiones:
- Todavía no se han igualado las condiciones al resto de trabajadores del Régimen General (sigue siendo un régimen especial)
- Se demanda un Convenio colectivo negociado para el servicio doméstico.
- No se limita la Jornada laboral máxima que debería ser de 40 horas semanales y reconocimiento de horas extraordinarias.
- No se ha reconocido el Derecho al pago por desempleo (seguro de desempleo o paro).
- El despido debe estar indemnizado como el resto de trabajadores, con un mínimo de 20 días por año trabajado.[12][4]
- No se recoge la obligaciones de la inspección de trabajo. No hay inspectores que vigilen, al menos, el cumplimiento de la legalidad existente.
- Se siguen incumpliendo, en la práctica, la mayoría de los aspectos que recoge la ley en retribuciones, horarios, vacaciones y extras.[12][4]

### Sentencia del TJUE de 24/2/2022 sobre exclusión del seguro de desempleo
La sentencia de 24 de febrero de 2022 del Tribunal de Justicia de la Unión Europea (TJUE) consideró que se discriminaba a las empleadas del hogar al negarles el derecho al paro. Las trabajadoras del hogar eran el único sector de trabajadores sin acceso a esta protección social básica, lo que aumentaba la precariedad y la pobreza. Solo algunas cooperativas de empleo del hogar incluían la cobertura por desempleo. Los magistrados del TJUE concluyeron que la negativa del sistema legal en España, que rechazaba al acceso al desempleo a más de 378 805 personas -que en esa fecha cotizan en el régimen especial de empleados de hogar, la gran mayoría mujeres y muchas otras sin contrato-, era además contrario a la Directiva europea de igualdad de trato entre hombres y mujeres en materia de Seguridad Social.
Javier de Cominges Cáceres fue el abogado que defendió en Europa el derecho de las empleadas de hogar a estar protegidas por el protección por desempleo en España. El proceso se inició en España por la demanda, tanto de una empleada de hogar como de su empleadora, en un escrito a la Seguridad Social en la que se reclamaba poder cotizar el desempleo.

### Real Decreto-ley 16/2022 del Gobierno de Sánchez y ratificación del convenio 189 de la OIT
Desde hace años, una de las demandas del sector fue la ratificación por España del Convenio sobre las trabajadoras y los trabajadores domésticos de la Organización Internacional del Trabajo (OIT), más conocido como convenio 189, con su incorporación al régimen general de la Seguridad Social, para garantizarles los mismos derechos que al resto de trabajadores. La extraordinaria tardanza en la ratificación por España del C-189 había sido constantemente denunciada por las empleadas de hogar.
El 2 de marzo, como consecuencia de la sentencia del TJUE de 24/2/2022, el Ministerio de Trabajo y Economía Social del segundo gobierno de Pedro Sánchez, comandado por Yolanda Díaz, aprobó el derecho al paro de las trabajadoras de hogar y la ratificación del convenio 189 de la OIT, que reconoce la equiparación de la protección social de este colectivo de trabajadoras con el resto de asalariados, siendo ratificado en el Congreso de los Diputados el 9 de junio de 2022, en una histórica votación en la que todos los partidos políticos votaron a favor.
El C-189 reconoce la equiparación de la protección social de este colectivo de trabajadoras con el resto de asalariados.
La normativa internacional de la Organización Internacional del Trabajo (OIT) sobre trabajadores domésticos o del hogar es la siguiente:
- C-189 - Convenio nº 189 sobre las trabajadoras y los trabajadores domésticos, de 2011.[54][55]
- R-201 - Recomendación nº 201 Sobre el trabajo decente para las trabajadoras y los trabajadores que han ratificado numerosos países en relación con el trabajo doméstico, de 2011.[56][55]

Asimismo, desde el 1 de enero de 2023, con la entrada en vigor del Real Decreto-ley 16/2022, entre las reformadas llevadas a cabo, el Gobierno eliminó la figura del «desistimiento», una modalidad de despido sin causa que permitía a los empleadores prescindir de las trabajadoras del hogar con una indemnización reducida de 12 días por año trabajado. Esta práctica fue considerada discriminatoria, ya que no exigía justificación y otorgaba menos protección que la ofrecida a otros trabajadores. Con la reforma, las empleadas del hogar pasaron a tener derecho a una indemnización de 33 días por año trabajado en casos de despido improcedente, equiparándose así al resto de trabajadores.
 También se eliminó la posibilidad de que los empleados del hogar que trabajen menos de 60 horas mensuales por empleador asuman por sí mismos las obligaciones de alta y cotización en la Seguridad Social. A partir de esa fecha, la responsabilidad de tramitar el alta y realizar las cotizaciones recae exclusivamente en el empleador, sin importar la duración o la cantidad de horas trabajadas. No cumplir con esta obligación puede acarrear sanciones significativas. La Tesorería General de la Seguridad Social puede dar de alta de oficio al trabajador y exigir el pago de las cuotas adeudadas desde el inicio de la actividad. Además, la Inspección de Trabajo y Seguridad Social puede imponer multas por infracción grave, que varían entre 3750 y 12 000 euros, dependiendo de la gravedad del incumplimiento.

### Convenio colectivo de 2022 en el País Vasco
En marzo de 2022 las trabajadoras del hogar del País Vasco, a través de su sección sindical en el sindicato LAB, demandaron a la patronal vasca Confebask la creación de una mesa de negociación del primer convenio colectivo de España de Trabajadoras del Hogar. Además del Convenio de Trabajadoras del Hogar existe el Convenio de Atención Domiciliaria de Bizkaia.

## Prácticas fraudulentas y precariedad
La Asociación de Trabajadoras de Hogar de Bizkaia indica que los abusos se cometen tanto por los particulares que contratan como por las empresas que, en ocasiones, ofrecen condiciones ilegales. Como los domicilios particulares son inviolables la asociación también denuncia la inacción de la Inspección de Trabajo para la investigación y control de las condiciones de trabajo de las empleadas de hogar en España.
Los empleados domésticos en España son los trabajadores que tienen peores condiciones laborales, tanto en los bajos salarios como en el horarios. Un porcentaje alto trabaja sin contratación legal por lo que no cotiza para la Seguridad Social y no adquiere derechos para la futura pensión de jubilación, tampoco pueden acceder al seguro de desempleo. En algunos casos se llega a condiciones de semiesclavitud.

## Violencia laboral y acoso sexual
Sobre todo en el caso de las trabajadoras «internas», que viven en el mismo domicilio que la persona o familia que las contrata, se producen situaciones de violencia sexual que deben denunciarse. La situación de vulnerabilidad socioeconómica, agudizada en el caso de mujeres emigrantes, permite que algunos empleadores acosen y abusen sexualmente de las trabajadoras.
Un informe sobre 400 empleadas en España concluyó que el 83 % de las empleadas de hogar había padecido consecuencias en su salud. Los tipos de violencia a las que están expuestas las trabajadoras domésticas se producen en una espacio que se considera inviolable -los hogares- y en muchas ocasiones con la absoluta vulnerabilidad de las trabajadoras sin contrato. Estas mujeres sufren varios tipos de violencia en sus jornadas laborales: faltas de respeto (31 %), tratos injustos, discriminatorios o amenazantes (25 %), abusos sexuales (4 %). El porcentaje de trabajadoras domésticas con contrato que sufren abusos sexuales es del 1 %.